# ستيف كرين
ستيف كرين (بالإنجليزية: Steve Crane)‏ هو لاعب كرة قدم بريطاني، ولد في 3 يونيو 1972 في غرايز في المملكة المتحدة. لعب مع تشارلتون أثلتيك ونادي تشيلمسفورد ونادي توركي يونايتد ونادي غيلينغهام ونادي مارغيت وهورنتشورتش.

## وصلات خارجية
- ستيف كرين على موقع Soccerbase.com (لاعب) (الإنجليزية)